# Morti nel 1985/Senza giorno specificato
| Questa pagina contiene informazioni ricavate automaticamente dalle voci biografiche con l'ausilio del template Bio e di un bot. L'aggiornamento è periodico e automatico e ricostruisce completamente la pagina. Se manca una persona in questa lista, sei pregato di non aggiungerla, ma accertati piuttosto che la sua voce biografica contenga il template Bio e che i dati anagrafici siano correttamente compilati. Se il template Bio manca, inseriscilo tu stesso o, in alternativa, metti l'avviso {{tmp\|Bio}} che ne segnala la mancanza. Se i dati riportati sono sbagliati, correggi direttamente la voce biografica; le modifiche saranno visibili in questa lista entro pochi giorni. Per chiarimenti vedi il progetto biografie. La lista contiene solo le 80 persone che sono citate nell'enciclopedia e per le quali è stato implementato correttamente il template Bio. Pagina aggiornata al 3 mar 2024. |

- Fedora Aberastury, pianista e pedagogista argentina (n. 1914)
- Ettore Accorsi, partigiano italiano (n. 1909)
- Franco Agosto, politico italiano (n. 1896)
- George Ainsley, allenatore di calcio e calciatore inglese (n. 1915)
- Herbert Kenneth Airy Shaw, botanico e entomologo britannico (n. 1902)
- Jorge Alberti, calciatore argentino (n. 1912)
- Archip Terent'evič Aleksandrov, medico, scrittore e drammaturgo sovietico (n. 1921)
- Alberto Alpago-Novello, architetto, urbanista e storico dell'architettura italiano (n. 1889)
- George Ashfield, calciatore inglese (n. 1934)
- Ubaldo Badas, architetto italiano (n. 1904)
- Giandomenico Baldisseri, calciatore italiano (n. 1938)
- Lev Aronovič Barenbojm, pianista e musicologo russo (n. 1906)
- Giovanni Belelli, politico italiano (n. 1904)
- Antenore Belletti, artigiano italiano (n. 1905)
- Nello Bemporad, architetto e funzionario italiano (n. 1915)
- Giorgina Bertolucci di Vecchio, pittrice italiana (n. 1899)
- Alberico Biadene, ingegnere e alpinista italiano (n. 1900)
- Annio Bignardi, politico e dirigente sportivo italiano (n. 1907)
- Antonio Bindelli, architetto italiano (n. 1899)
- Mario Bionda, pittore italiano (n. 1913)
- Romano Boico, architetto italiano (n. 1910)
- Marília Branco, attrice brasiliana (n. 1942)
- Vittore Buzzi, imprenditore e filantropo italiano (n. 1894)
- Moreno Cambi, calciatore italiano (n. 1924)
- Amelia Camboni, scultrice italiana (n. 1913)
- Jeff Cameron, attore italiano (n. 1932)
- Attilio Canzini, aviatore italiano (n. 1895)
- Emilio Castellani, traduttore italiano (n. 1911)
- Silvio Coppola, architetto, designer e grafico italiano (n. 1920)
- Luigi Dal Pont, partigiano italiano (n. 1924)
- Mario Dazzini, esperantista italiano (n. 1910)
- Ilo De Franceschi, antifascista e scrittore italiano (n. 1903)
- Fernando De Ritis, medico e filantropo italiano (n. 1911)
- Domenico De' Paoli, compositore italiano (n. 1894)
- Joseph Demicoli, pallanuotista maltese (n. 1914)
- Armando Diena, calciatore italiano (n. 1914)
- Tony Flokas, cestista greco (n. 1931)
- Andrew Fluegelman, editore e programmatore statunitense (n. 1943)
- Gennadij Galkin, tuffatore sovietico (n. 1934)
- Dhondup Gyal, poeta, scrittore e patriota tibetano (n. 1953)
- Frank Haubold, ginnasta statunitense (n. 1906)
- Robert William Hayman, zoologo britannico (n. 1905)
- Roberto Hodge, calciatore cileno (n. 1944)
- Helfrid Jordan, scrittrice svedese (n. 1902)
- Clarence J. Leuba, psicologo statunitense (n. 1899)
- Francesco Liverani, arbitro di calcio italiano (n. 1912)
- Omero Lucchi, militare italiano (n. 1917)
- Enrique Luño Peña, giurista spagnolo (n. 1900)
- Manuel Machuca, calciatore cileno (n. 1924)
- Bongi Makeba, cantante sudafricana (n. 1950)
- Miloslav Malý, calciatore cecoslovacco (n. 1924)
- Felix H. Man, fotografo britannico (n. 1893)
- Jim Milburn, calciatore inglese (n. 1919)
- Mo Qing, calciatore cinese (n. 1889)
- Sayzā Nabarāwī, giornalista e politica egiziana (n. 1897)
- Edna e Alice Nash, attrice statunitense (n. 1898)
- Giovanni Noto, incisore italiano (n. 1902)
- Valerij Dmitrievič Osipov, scrittore, giornalista e sceneggiatore sovietico (n. 1930)
- Pietro Pappalardo, scultore italiano (n. 1898)
- Giulio Perina, pittore italiano (n. 1907)
- Mordechaï Podchlebnik, mercante polacco (n. 1907)
- Lino Ponzinibio, militare italiano (n. 1902)
- Mario Pérez Plascencia, calciatore messicano (n. 1927)
- Elisabetta Rampielli, pittrice italiana (n. 1898)
- Vincas Ramónas, scrittore lituano (n. 1905)
- Richard Richards, fisico e esploratore australiano (n. 1893)
- Corneliu Riegler, cestista e allenatore di pallacanestro rumeno (n. 1915)
- Joseph Rodriguez, calciatore francese (n. 1908)
- Ronnie Rooke, calciatore e allenatore di calcio inglese (n. 1911)
- Peretz Sandler, educatore e biblista israeliano (n. 1903)
- Tullio Santagiuliana, scrittore e storico italiano (n. 1912)
- Louie Sauer, cestista statunitense (n. 1915)
- Roberto Sgrilli, fumettista, animatore e pittore italiano (n. 1897)
- Giuseppe Spatrisano, architetto italiano (n. 1899)
- Eugène Séguy, entomologo francese (n. 1890)
- Vera Vassalle, partigiana italiana (n. 1920)
- Gino Vescovi, imprenditore italiano (n. 1905)
- Yang Zhenming, artista marziale cinese (n. 1910)
- Luciano Zeppegno, scrittore italiano
- Zoren, artista e pittore italiano (n. 1907)